# Sticherus cundinamarcensis
Sticherus cundinamarcensis är en ormbunkeart som först beskrevs av Georg Hans Emmo Wolfgang Hieronymus, och fick sitt nu gällande namn av Takenoshin Nakai. Sticherus cundinamarcensis ingår i släktet Sticherus och familjen Gleicheniaceae. Inga underarter finns listade.